# Manopola

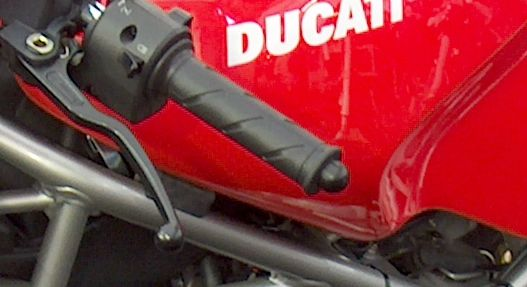
Manopola

La manopola è un elemento di gomma, gel, foam poliuretanico (spugna) o altro materiale montata all'estremità del manubrio di una motocicletta, di una bicicletta o di altri mezzi per poter migliorare la presa sullo stesso.
In alcuni casi come le biciclette da corsa o da pista, si utilizzano dei nastri da manubrio, che avvolti intorno al manubrio svolgono la funzione di manopola.

## Descrizione

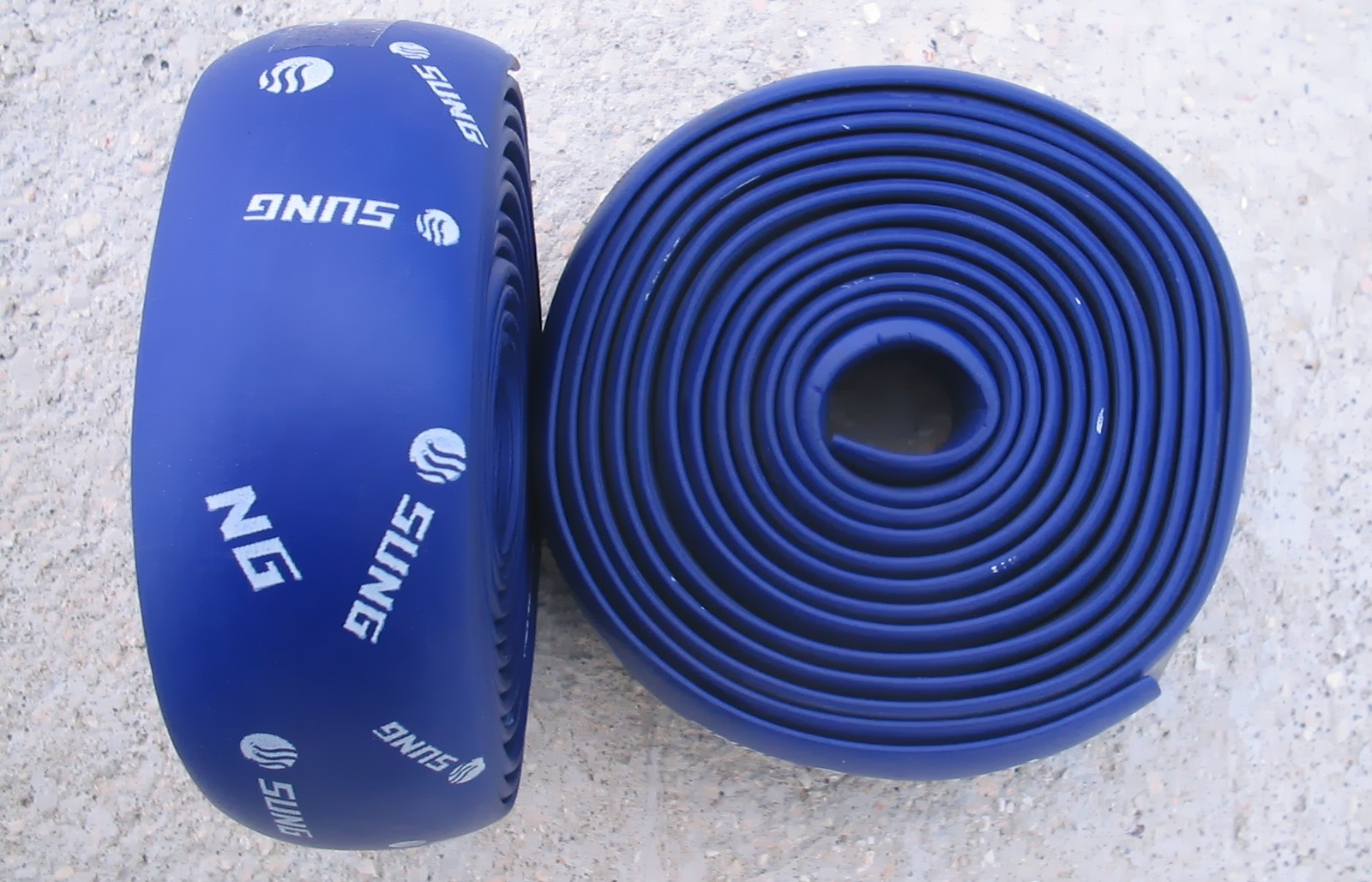
Nastro manubrio

La manopola è un cilindro di materiale gommoso, foam poliuretanico  o di altro materiale, che serve per conferire una migliore presa ed evitare che la mano scivoli. Esistono vari modelli e versioni di tali manopole, che hanno la parte esterna conformata in vari modi, per migliorare la presa e/o l'ergonomicità della stessa ed evitare anche lo scivolamento della mano, inoltre possono avere degli accorgimenti per far sì che la manopola stessa non scivoli lateralmente, usando dei collarini in metallo (lock-on) o strutture interne della manopola come una fascia dentata ad anelli in corrispondenza della flangia (per evitare lo sfilamento) e venature trasversali (per ridurre la rotazione).
Nel caso dei nastri da manubrio, questi possono essere anche in cuoio e nella parte interna (a contatto con il manubrio) possono essere muniti di colla, questi nastri vanno avvolti alle estremità del manubrio.

## Misure

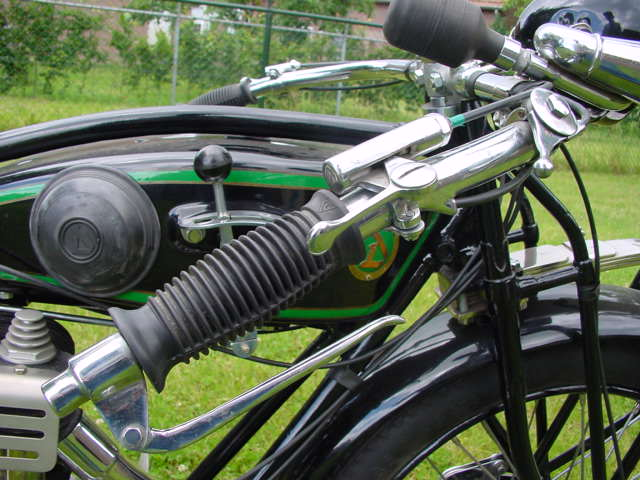
Manopola forata

Le manopole non sono tutte uguali, ma variano in più misure:
- Diametro interno, diametro del manubrio a cui può essere montata
- Lunghezza, la manopola può essere di varia lunghezza

Inoltre possono essere divise in forate e non, dove le manopole forate vengono usate su manubri muniti di bilancieri, mentre quelle non forate vengono usate su manubri privi di bilancieri

## Manutenzione/gestione
Le manopole si possono rovinare o consumare con l'uso, per questo alcune volte devono essere sostituite oppure alcune volte devono essere fermate in modo più energico.
- Rimozione: per poter rimuovere le manopole dalla loro sede senza rovinarle in alcun modo, si deve far in modo che queste scorrono via facilmente, per far ciò è sufficiente utilizzare dell'aria compressa da iniettare tra la manopola e il manubrio, per far sì che la manopola si dilati (impercettibilmente) e si sollevi dal manubrio, riducendo drasticamente la resistenza all'estrazione, questa manovra è utile qualora si debba sostituire la manopola o riposizionarla in modo corretto.
- Inserimento, l'inserimento della manopola è molto semplice, difatti una vola invitato la manopola sul manubrio per i primi centimetri è sufficiente spingere la manopola dall'estremità più esterna.
- Bloccaggio, alcune manopole sono munite di guide, le quali servono per poter posizionare in modo coretto del filo di ferro, il quale stringerà la manopola al manubrio, evitando o riducendo drasticamente la possibilità di scorrimento e rotazione della stessa, quest'accorgimento è utilizzato per i motoveicoli da cross e enduro.